# Lewicowa Opozycja

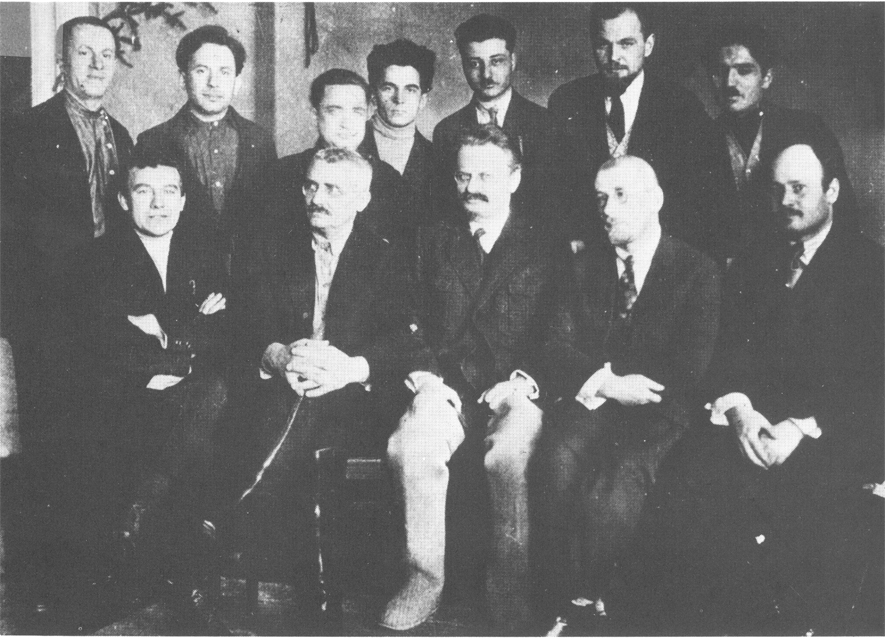
Działacze Lewicowej Opozycji 1927. Pośrodku siedzi Lew Trocki, po lewej Iwan Smirnow, po prawej Ivar Smilga

Lewicowa Opozycja, czasem określana jako Lewa Opozycja ros. Левая оппозиция) – frakcja WKP(b) działająca mniej więcej w latach 1923–1927, pod nieformalnym przywództwem Lwa Trockiego. Grupa ta brała udział w wewnątrzpartyjnej walce o władzę i dalszy kierunek przemian w ZSRR. Jej członkowie występowali pod hasłami „walki z biurokratyzacją kraju” i opowiadali się przeciwko uznaniu za obowiązującą koncepcji „socjalizmu w jednym kraju”, czemu przeciwstawiali koncepcję rewolucji permanentnej i dążenie do budowy socjalizmu w skali globalnej.
Uformowanie się nigdy niesformalizowanej Lewicowej Opozycji miało związek z chorobą Włodzimierza Lenina i otwierającą się kwestią jego następcy. Jej źródłem była również sytuacja powstała w Rosji po zwycięskiej dla bolszewików wojnie domowej. Fakt, iż ZSRR zdołał odeprzeć interwencję zagraniczną, nie udały się jednak rewolucje w krajach zachodnich, postawił państwo bolszewików w sytuacji nieprzewidzianej przez teorię marksistowską, gdzie umiędzynarodowienie rewolucji socjalistycznej było traktowane jako podstawowy warunek jej sukcesu.
Lew Trocki i jego zwolennicy nie pogodzili się ani z upadkiem rewolucji zachodnich, ani z rosnącą biurokratyzacją państwa radzieckiego. W 1923 Trocki w liście do Prezydium partii stanowczo protestował przeciwko polityce sekretarza Józefa Stalina oraz ostrzegał bezskutecznie przed dalszą biurokratyzacją. W październiku tego samego roku napisał na ten sam temat list otwarty, nazwany – od liczby zebranych pod nim podpisów aktywistów partyjnych – Oświadczeniem Czterdziestu Sześciu. W liście tym sygnatariusze apelowali o przywrócenie demokracji wewnątrzpartyjnej. Dokument nie odegrał jednak zamierzonej roli. Józef Stalin oraz wspierający go Grigorij Zinowiew i Lew Kamieniew postarali się o zatajenie go przed większością szeregowych członków partii oraz o podjęcie dyskusji na jego temat jedynie w dobrze wyselekcjonowanym gronie działaczy partyjnych oraz kilku robotników. W wyniku dyskusji tekst został uznany za poważny błąd, odmówiono jego publikacji w partyjnym organie prasowym, zaś na łamach „Prawdy” ukazał się krytyczny artykuł Zinowiewa.
Stanowisko Lewicowej Opozycji zostało zawarte na łamach napisanego przez Trockiego Nowego kursu, w którym opozycjoniści kontynuowali protest przeciwko biurokratyzacji partii. Nie krytykując samego systemu monopartyjnego, żądali „powrotu do prawdziwego marksizmu”. Mimo prób odwoływania się do robotników oraz dołów partyjnych opozycjoniści, nie mając oparcia w aparacie partyjnym (całkowicie kontrolowanym przez zwolenników Stalina), stopniowo tracili popularność i wpływy w organizacji. W 1924 w czasie XIII zjazdu RKP(b) i w toku dyskusji w Komitecie Centralnym partii na jesieni tego samego roku Trocki konsekwentnie tracił pozycję, a 6 stycznia 1925 stracił stanowisko ludowego komisarza ds. wojskowych i morskich. W tym samym roku Kamieniew i Zinowiew nieoczekiwanie zmienili front, przechodząc do obozu Lewicowej Opozycji. Mimo tego w 1926 opozycjoniści stracili stanowiska w Politbiurze, zaś rok później Trocki i Zinowiew zostali usunięci z partii, natomiast poglądy związane z Lewicową Opozycją zostały oficjalnie uznane za niezgodne z doktryną partyjną, zaś głoszący je wezwani do złożenia samokrytyki.
Po XV zjeździe WKP(b) Zinowiew i Kamieniew oficjalnie potępili swoje poparcie dla Trockiego i w 1928 mogli oficjalnie wrócić do partii na podrzędne stanowiska. Podobnie postąpili niektórzy zwolennicy Trockiego; inni konsekwentnie pozostali przy swoich poglądach, za co zostali zesłani w różne miejsca Związku Radzieckiego (sam Trocki trafił w 1928 do Ałma-Aty, a rok później został wygnany z ZSRR) i w większości skazani na śmierć w czasie późniejszych czystek, notabene podobnie jak ludzie, którzy pod koniec lat 20. XX wieku oficjalnie zerwali więzi z opozycją.